# Bulgarian International 1990
Die Bulgarian International 1990 im Badminton fanden vom 16. bis zum 18. November 1990 in Sofia statt.

## Medaillengewinner
| Disziplin    | Gold                           | Silber                          | Bronze                            |
| ------------ | ------------------------------ | ------------------------------- | --------------------------------- |
| Herreneinzel | Andrei Antropow                | Carsten Steenberg               | Pawel Uwarow                      |
| Herreneinzel | Andrei Antropow                | Carsten Steenberg               | Igor Dmitrijew                    |
| Dameneinzel  | Irina Serowa                   | Katrin Schmidt                  | Wiktorija Pron                    |
| Dameneinzel  | Irina Serowa                   | Katrin Schmidt                  | Natalja Iwanowa                   |
| Herrendoppel | Andrei Antropow Nikolai Sujew  | Igor Dmitrijew Michail Korschuk | Jerzy Dołhan Jacek Hankiewicz     |
| Herrendoppel | Andrei Antropow Nikolai Sujew  | Igor Dmitrijew Michail Korschuk | Morten Sandal Claus Simonsen      |
| Damendoppel  | Diana Koleva Helene Kirkegaard | Katrin Schmidt Kerstin Ubben    | Bożena Haracz Beata Syta          |
| Damendoppel  | Diana Koleva Helene Kirkegaard | Katrin Schmidt Kerstin Ubben    | Tatiana Khoroshina Wiktorija Pron |
| Mixed        | Nikolai Sujew Irina Serowa     | Jerzy Dołhan Bożena Haracz      | Claus Simonsen Helene Kirkegaard  |
| Mixed        | Nikolai Sujew Irina Serowa     | Jerzy Dołhan Bożena Haracz      | Morten Sandal Mette Bjersing      |

## Finalergebnisse
| Disziplin    | Sieger                         | Finalist                        | Ergebnis    |
| ------------ | ------------------------------ | ------------------------------- | ----------- |
| Herreneinzel | Andrei Antropow                | Carsten Steenberg               | 15–0, 15–11 |
| Dameneinzel  | Irina Serowa                   | Katrin Schmidt                  | 11–0, 11–0  |
| Herrendoppel | Andrei Antropow Nikolai Sujew  | Igor Dmitrijew Michail Korschuk | 15–7, 15–2  |
| Damendoppel  | Diana Koleva Helene Kirkegaard | Katrin Schmidt Kerstin Ubben    | 15–7, 15–3  |
| Mixed        | Nikolai Sujew Irina Serowa     | Jerzy Dołhan Bożena Haracz      | 15–7, 15–1  |